# Registro (linguistica)
Un registro, in linguistica, è una varietà di lingua impiegata in base al rapporto psicologico e sociale sussistente tra i locutori, alle circostanze in cui avviene la comunicazione e al mezzo impiegato. Le varietà di registro si collocano su una variabile sociolinguistica detta "diafasia".

## Descrizione
Per quanto concerne il rapporto psicologico e sociale tra parlanti, ad esempio, è evidente che, tra persone che abbiano fra loro familiarità o amicizia e tra le quali non sussistano problemi di gerarchia sociale, la comunicazione avviene in uno stile diverso da quello utilizzato tra persone che non abbiano tali relazioni o addirittura fra loro sconosciute, rispetto alle quali assume un certo peso la rispettiva collocazione sociale, reale o apparente. Basti solo pensare a come variano, in italiano, l'uso del tu e del lei in relazione al grado di confidenza che sussiste, o che si tenti di far sussistere, tra gli interlocutori.
Per quanto concerne le circostanze in cui avviene la comunicazione, è altrettanto evidente che in circostanze formali si fa uso di uno stile linguistico diverso da quello impiegato in circostanze informali. Per fare un esempio, le modalità di comunicazione di un insegnante con gli allievi sono diverse durante le ore di lezione in classe (circostanza formale) e durante una gita scolastica (circostanza informale).
Quanto al mezzo impiegato, non è raro che il registro scritto si distacchi, più o meno sensibilmente, da quello parlato. In italiano, per esempio, il pronome egli è usato quasi solo nello scritto (o in una oralità estremamente formale), mentre il parlato fa uso esclusivamente di lui. 
Là dove vige la diglossia, per esempio nei paesi arabi, registro scritto e registro parlato sono molto diversi tra loro.

## Tipologia
Dal momento che le variabili sociolinguistiche da cui dipendono i diversi registri sono numerose, esistono numerosi registri linguistici, il cui uso corretto non è sempre facile da acquisire da parte di locutori non-nativi, anche perché spesso sono contraddistinti da sfumature che solo l'uso costante permette  di discernere e utilizzare in modo appropriato. In modo molto approssimativo si possono distinguere:
- Registro aulico o solenne = è estremamente formale, utilizza parole ed espressioni il più possibile eleganti, ricercate e affettate ed è di uso piuttosto raro; alla persona con cui si parla, in italiano, si dà del voi (desueta ma ancora rinvenibile nello scritto la forma allocutiva Vostra Signoria, spesso abbreviata in V.S.; mentre solo nel linguaggio burocratico è possibile ritrovare regolarmente Vostro Onore).
- Registro alto o formale = utilizza parole ed espressioni molto eleganti, anche di uso non comune, ma non esageratamente ricercate, si usa quando ci si rivolge a persone molto importanti o comunque completamente estranee; alla persona con cui si parla, in italiano, si dà sempre del lei (in registri ancor più formali, è possibile riscontrare il pronome allocutivo Ella, usato esclusivamente in funzione di soggetto[1]).
- Registro medio o comune = utilizza parole ed espressioni cortesi, abbastanza eleganti, di uso comune ma con poco ricorso a termini troppo familiari, e si usa con persone con cui si ha un rapporto di semplice conoscenza; come per il registro alto in italiano si tende a usare il lei (nonché il voi nell'areale del Mezzogiorno, in particolare nei casi laddove il lei creerebbe imbarazzo - con persone molto anziane oppure che svolgano mestieri manuali) anche se il tu non è precluso.
- Registro basso o informale = utilizza parole ed espressioni di tipo dialettale, familiare, colloquiale e si usa con persone amiche o all'interno della famiglia; alla persona con cui si parla, in italiano, si dà sempre del tu.
- Registro infimo, volgare o triviale = utilizza parole ed espressioni di livello infimo, per niente cortesi ed eleganti e talvolta offensive e blasfeme; viene usato spesso, ma non esclusivamente, tra adolescenti e giovani adulti; in italiano ci si dà rigorosamente del tu.